# Paus Leo V
Leo V (Ardea, geboortedatum onbekend - Rome, februari 904) was van juli tot september 903 ongeveer dertig dagen paus, waarna hij in de gevangenis werd gegooid en afgezet door tegenpaus Christophorus. Als zijn afzetting als niet geldig wordt beschouwd (zoals in de moderne Vaticaanse pausenlijst), dan eindigde zijn pontificaat met zijn dood in februari 904.
Er is zeer weinig over Leo V bekend. Volgens een Bretonse legende zou St. Tugdual, de schutspatroon van Treguier, als pelgrim naar Rome zijn gegaan en daar tot paus verheven zijn. Deze versie vindt enige steun in het gegeven dat Leo V in de officiële lijsten wordt aangeduid als 'Leo britigena'.
Volgens een andere bron zou hij uit Priapi komen, een dorp in de buurt van de stad Ardea ten zuiden van Rome. Wat wel vast lijkt te staan is dat hij zelf bij zijn verkiezing geen kardinaal was.
Van zijn zeer korte pontificaat is slechts een bul bekend waarin hij aan een groep kanunniken uit Bologna vrijstelling verleende voor een aantal belastingen.
Over zijn dood is niets met zekerheid bekend. Volgens sommige bronnen zou hij door Christophorus gevangen zijn gezet, volgens andere bronnen zou hij door paus Sergius III, die Christophorus een paar maanden later verdreef, zijn bevrijd en zou hij de (korte) rest van zijn leven in een klooster hebben gesleten.
Cursief: tegenpaus